# Tropiciel (film 2007)
Tropiciel – film przygodowy z roku 2007. W głównych rolach występują Karl Urban, Moon Bloodgood i Russell Means. Film opowiada o napadzie wikingów na Indian. Bazuje na norweskim filmie o tym samym tytule z 1987.

## Opis fabuły
Indianka odnajduje wrak statku wikingów, a na jego pokładzie wśród ciał załogi jedyną żywą osobę – małego chłopca. Postanawia zaopiekować się nim, a jej plemię zaakceptowało chłopca, któremu nadano imię Duch.
Po dwudziestu latach w wiosce Indian zjawiają się wikingowie i mordują jej mieszkańców. Młody Duch jest jedynym człowiekiem, który przeżył najazd. Postanawia się zemścić na najeźdźcach. Odnajduje resztę swojego plemienia, która wyruszyła na łowy i ostrzega ich przed zbliżającymi się najeźdźcami dysponującymi końmi i znacznie lepszym uzbrojeniem. Indianie wyruszają w poszukiwaniu bezpiecznego schronienia, a Duch szykuje zasadzkę na wikingów.